# William T. Granahan

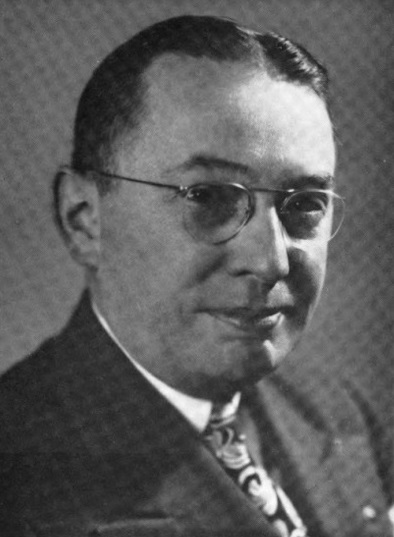
William T. Granahan

William Thomas Granahan (* 26. Juli 1895 in Philadelphia, Pennsylvania; † 25. Mai 1956 in Darby, Pennsylvania) war ein US-amerikanischer Politiker. Zwischen 1945 und 1947 sowie nochmals von 1949 bis 1956 vertrat er den Bundesstaat Pennsylvania im US-Repräsentantenhaus.

## Werdegang
William Granahan besuchte die öffentlichen Schulen seiner Heimat und die La Salle Extension University in Chicago. Während des Ersten Weltkrieges diente er in der US Army. Er gehörte bis 1919 zu den amerikanischen Besatzungstruppen in Deutschland. Zwischen 1925 und 1929 war er in der Baubranche tätig. Politisch war er Mitglied der Demokratischen Partei. In den Jahren 1938 bis 1942 gehörte er dem Staatsvorstand der Demokraten in Pennsylvania an. Von 1941 bis 1944 arbeitete er für das Finanzministerium seines Staates.
Bei den Kongresswahlen des Jahres 1944 wurde Granahan im zweiten Wahlbezirk von Pennsylvania in das US-Repräsentantenhaus in Washington, D.C. gewählt, wo er am 3. Januar 1945 die Nachfolge des Republikaners Joseph Marmaduke Pratt antrat. Da er im Jahr 1946 nicht bestätigt wurde, konnte er bis zum 3. Januar 1947 zunächst nur eine Legislaturperiode im Kongress absolvieren. In dieser Zeit endete der Zweite Weltkrieg.
Nach seinem vorläufigen Ausscheiden aus dem US-Repräsentantenhaus betätigte sich Granahan wieder in der Baubranche. Bei den Wahlen des Jahres 1948 wurde er erneut im zweiten Distrikt seines Staates in den Kongress gewählt, wo er am 3. Januar 1948 Robert N. McGarvey wieder ablöste, der zwei Jahre zuvor sein Nachfolger geworden war. Nach drei Wiederwahlen konnte er bis zu seinem Tod am 25. Mai 1956 im Kongress verbleiben. In diese Zeit fielen unter anderem der Koreakrieg und innenpolitisch der Beginn der Bürgerrechtsbewegung. Zum Zeitpunkt seines Todes war William Granahan bereits zur erneuten Wiederwahl nominiert worden. Die Nachwahl gewann seine Witwe Kathryn.